# ميخائيل فولي (لاعب كرة قدم أمريكية)
ميخائيل فولي (بالإنجليزية: Michael Foley)‏ هو لاعب كرة قدم أمريكية أمريكي، ولد في 5 أكتوبر 1955.